# 川野文敏
川野 文敏（かわの ふみとし、1959年（昭和34年）1月5日 - ）は、日本の政治家。大分県豊後大野市長（3期）。

## 来歴
大分県大野郡三重町生まれ。1981年（昭和56年）3月、東京経済大学経済学部卒業。同年4月、三重町役場に奉職。
2005年（平成17年）3月31日、三重町は清川村、緒方町、朝地町、大野町、千歳村、犬飼町の4町2村と合併し、豊後大野市が誕生する、社会教育課長。
2016年（平成28年）12月26日、任期満了に伴う豊後大野市長選挙に立候補する意向を表明した。また同日付で豊後大野市役所を退職した。市役所では教育委員会社会教育課長などをつとめた。
2017年（平成29年）4月16日に行われた市長選で現職の橋本祐輔を91票差で破り、初当選を果たした。4月24日、市長就任。選挙の結果は以下のとおり。
※当日有権者数：32,046人 最終投票率：77.28%（前回比：pts）
| 候補者名 | 年齢 | 所属党派 | 新旧別 | 得票数   | 得票率 | 推薦・支持 |
| -------- | ---- | -------- | ------ | -------- | ------ | ---------- |
| 川野文敏 | 58   | 無所属   | 新     | 12,296票 | 50.19% |            |
| 橋本祐輔 | 63   | 無所属   | 現     | 12,205票 | 49.81% |            |

2021年（令和3年）4月、無投票で再選された。
2025年（令和7年）4月13日に行われた市長選で元市議の川野辰徳に大差を付けて破り、3選を果たした。選挙の結果は以下のとおり。
※当日有権者数：27,443人 最終投票率：63.98%（前回比：pts）
| 候補者名 | 年齢 | 所属党派 | 新旧別 | 得票数   | 得票率 | 推薦・支持 |
| -------- | ---- | -------- | ------ | -------- | ------ | ---------- |
| 川野文敏 | 66   | 無所属   | 現     | 14,041票 | 82.56% |            |
| 川野辰徳 | 45   | 無所属   | 新     | 2,967票  | 17.44% |            |

## 市政
- 2021年（令和3年）9月2日、性的少数者（LGBTなど）のカップルを婚姻相当とし、その未成年の子供との親子関係も自治体として認める「豊後大野市パートナーシップ・ファミリーシップ宣誓制度」を2022年（令和4年）4月に導入すると発表した[8]。